# نادي أبي الخصيب
نادي أبي الخصيب الرياضي هو فريق كرة قدم عراقي مقره في أبو الخصيب، البصرة، تم تأسيسه عام 1990، يلعب في الدوري العراقي الدرجة الثالثة.

## روابط خارجية
- النادي على موقع كووورة